# سپهر حیدری
سپهر حیدری (زادهٔ ۲۹ خرداد ۱۳۵۹) بازیکن پیشین فوتبال اهل ایران است.
او در اصفهان، ایران زاده شد و فوتبال خود را از جوانان ذوب‌آهن اصفهان آغاز کرد و پس از نمایش شایستگی‌ها، به تیم بزرگسالان باشگاه ذوب‌آهن پیوست و سال‌ها برای این تیم بازی کرد تا از دید شمار بازی، از رکوردداران تیم شود. در تابستان ۲۰۰۷، با قرادادی ۲ ساله به پرسپولیس پیوست و سال‌ها برای این تیم بازی کرد. پس از یک فصل در مس کرمان، دوباره به ذوب‌آهن بازگشت و در سال ۲۰۱۵ کفش‌هایش را آویخت. او برای تیم ملی فوتبال ایران نیز بازی کرده است.
او با هر دو باشگاه ذوب‌آهن و پرسپولیس دارای دستاوردهای مهم داخلی است.

## دوران باشگاهی

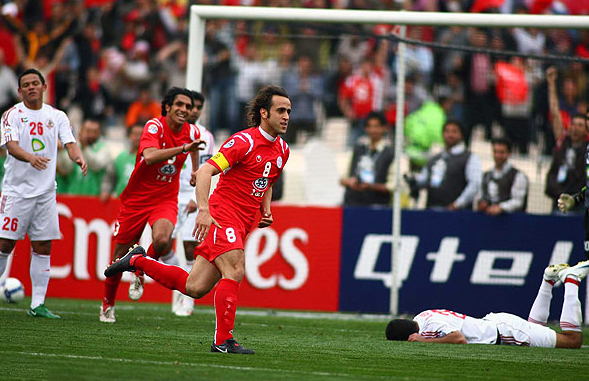
شادی پس از گل سپهر حیدری و علی کریمی/ پرسپولیس ۳ - الشارجه امارات ۱/ لیگ قهرمانان آسیا ۲۰۰۹

او در فصل ۸۶–۸۷ در هنگامی که کاپیتان تیم فوتبال ذوب‌آهن بود به پرسپولیس پیوست و توانست همراه با این تیم به عنوان قهرمانی لیگ برتر فوتبال ایران دست یابد.
حیدری در سال ۱۳۹۰ به باشگاه فوتبال مس کرمان پیوست، وی در سال ۱۳۹۱ به تیم سابق خود باشگاه فوتبال ذوب‌آهن بازگشت.

### آمار
| فصل            | تیم            | بازی | گل |
| -------------- | -------------- | ---- | -- |
| ۲۰۰۴–۲۰۰۵      | ذوب‌آهن         | ۲۹   | ۵  |
| ۲۰۰۵–۲۰۰۶      | ذوب‌آهن         | ۲۷   | ۱  |
| ۲۰۰۶–۲۰۰۷      | ذوب‌آهن         | ۲۹   | ۳  |
| مجموع ذوب آهن  | مجموع ذوب آهن  | ۸۵   | ۹  |
| ۲۰۰۷–۲۰۰۸      | پرسپولیس       | ۳۳   | ۳  |
| ۲۰۰۸–۲۰۰۹      | پرسپولیس       | ۳۰   | ۱  |
| ۲۰۰۹–۲۰۱۰      | پرسپولیس       | ۳۱   | ۴  |
| ۲۰۱۰–۲۰۱۱      | پرسپولیس       | ۲۸   | ۳  |
| مجموع پرسپولیس | مجموع پرسپولیس | ۱۲۲  | ۱۱ |

## گل قهرمانی
تیم فوتبال پرسپولیس تهران در هفتمین دوره لیگ برتر فوتبال ایران نیز توانست به عنوان قهرمانی این مسابقات دست پیدا کند. در این دوره از مسابقات نیز پرسپولیس رقابت بسیار شدیدی با تیم فوتبال سپاهان اصفهان داشت و این دوتیم در حالی در آخرین مسابقه به مصاف یکدیگر رفتند که سپاهان با کسب تساوی نیز به عنوان قهرمانی دست پیدا می‌کرد، اما تیم پرسپولیس با گل دقیقه ۹۶ سپهر حیدری توانست با نتیجه ۲ بر ۱ سپاهان را شکست دهد و اولین تیمی باشد که ۲ بار به مقام قهرمانی لیگ برتر فوتبال ایران دست یافته است.

## در حال حاضر
در حال حاضر او در کیش کارهای مربوط به آکادمی فوتبالش به نام سرخ‌پوشان سپهر کیش فعالیت می‌کند و مدیرعامل این تیم هم خود او هست ،اعضای هیئت مدیره آن هم از بزرگان باشگاه پرسپولیس و ذوب آهن هستند، سپهر حیدری در مصاحبه ای با سایت ورزش۳ اعلام کرد رسماً از فوتبال خداحافظی کرده است.

## زندگی شخصی
سپهر حیدری زاده اصفهان، ایران است. او با آرام جوینده ازدواج کرده است و دو فرزند دارد.
او در اینستاگرام خود، از بازیکنان پرسپولیس پشتیبانی کرده یا به رویدادهای فوتبال، واکنش نشان داده است که گاه خبرساز بودند. در نمونه‌ای، او در پیج اینستاگرامی خود در واکنش به برد ۶ بر ۱ استقلال در برابر هوادار گفت که استقلال در این بازی با هوادار تبانی کرده است که با واکنش شدید بازیکن هوادار روبه‌رو شد.

## افتخارات
- لیگ برتر
  - ۱۳۸۶–۸۷ قهرمان با پرسپولیس تهران
  - ۱۳۸۳–۸۴ نایب قهرمان با ذوب‌آهن اصفهان
- جام حذفی
  - ۱۳۸۱–۸۲ قهرمان با ذوب‌آهن اصفهان
  - ۱۳۸۸–۸۹ قهرمان با پرسپولیس تهران
  - ۱۳۸۹–۹۰ قهرمان با پرسپولیس تهران